# Ligne principale Sōtetsu
La ligne principale Sōtetsu (相鉄本線, Sōtetsu-honsen) est une ligne ferroviaire de la compagnie privée Sōtetsu dans la préfecture de Kanagawa au Japon. Elle relie la gare de Yokohama à celle d'Ebina. C'est une ligne avec un fort trafic de trains de banlieue.

## Histoire
La ligne est ouverte le 12 mai 1926 par le chemin de fer Jinchū (神中鉄道, Jinchū Tetsudō) entre Futamatagawa et Atsugi (sur l'actuelle ligne Sagami). La ligne est prolongée de Futamatagawa à Yokohama en 1933.
La ligne passe sous le contrôle de la Sōtetsu le 1er avril 1943.

## Caractéristiques

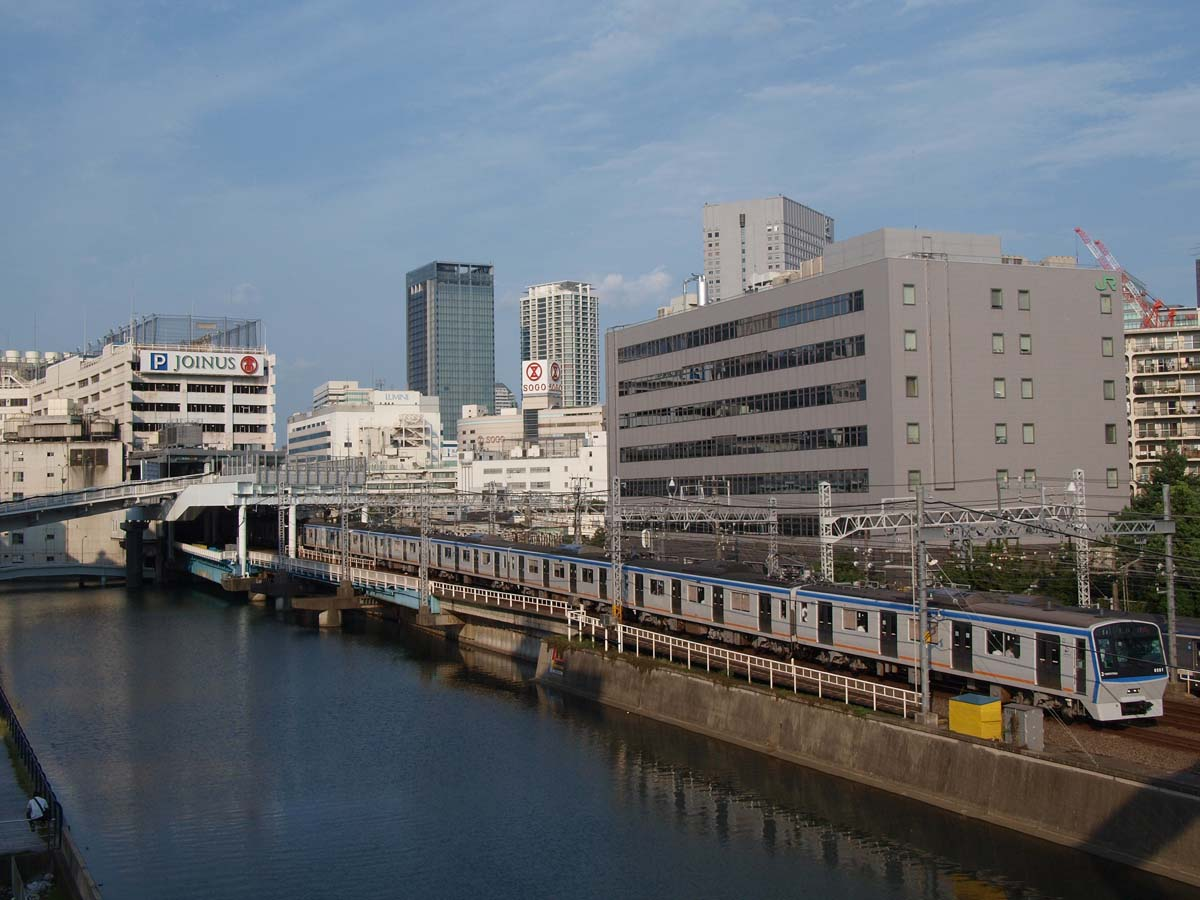
La ligne entre Yokohama et Hiranumabashi.

### Ligne
- Longueur : 24,6 km
- Ecartement : 1 067 mm
- Alimentation : 1 500 Vcc par caténaire

### Interconnexions
La ligne est interconnectée avec la ligne Sōtetsu Izumino à Futamatagawa.
A partir du 30 novembre 2019, la ligne sera interconnectée avec la ligne Saikyō de la JR East grâce à l'ouverture d'une liaison entre la gare de Nishiya et la ligne Tōkaidō fret. Cette liaison sera prolongée pour permettre l'interconnexion avec la ligne Tōkyū Tōyoko en 2022.

### Liste des gares
La ligne comporte 18 gares, numérotée de SO01 à SO18
| Numéro | Gare           | Nom japonais | Distance (km) | Correspondances | Localisation |
| ------ | -------------- | ------------ | ------------- | --- | ------------ |
| SO01   | Yokohama       | 横浜         | 0             | JR East : Keihin-Tōhoku, Negishi, Tōkaidō, Yokosuka Tōkyū : Tōyoko Keikyū : Keikyū Métro de Yokohama : ligne bleue Yokohama Minatomirai Railway : Minatomirai | Yokohama     |
| SO02   | Hiranumabashi  | 平沼橋       | 0,9           | | Yokohama     |
| SO03   | Nishi-Yokohama | 西横浜       | 1,8           | | Yokohama     |
| SO04   | Tennochō       | 天王町       | 2,4           | | Yokohama     |
| SO05   | Hoshikawa (ja) | 星川         | 3,3           | | Yokohama     |
| SO06   | Wadamachi      | 和田町       | 4,3           | | Yokohama     |
| SO07   | Kamihoshikawa  | 上星川       | 5,0           | | Yokohama     |
| SO08   | Nishiya        | 西谷         | 6,9           | Sōtetsu : Shin-Yokohama (interconnexion) | Yokohama     |
| SO09   | Tsurugamine    | 鶴ヶ峰       | 8,5           | | Yokohama     |
| SO10   | Futamatagawa   | 二俣川       | 10,5          | Sōtetsu : Izumino (interconnexion) | Yokohama     |
| SO11   | Kibōgaoka      | 希望ヶ丘     | 12,2          | | Yokohama     |
| SO12   | Mitsukyō       | 三ツ境       | 13,6          | | Yokohama     |
| SO13   | Seya           | 瀬谷         | 15,5          | | Yokohama     |
| SO14   | Yamato         | 大和         | 17,4          | Odakyū : Enoshima | Yamato       |
| SO15   | Sagami-Ōtsuka  | 相模大塚     | 19,3          | | Yamato       |
| SO16   | Sagamino       | さがみ野     | 20,5          | | Ebina        |
| SO17   | Kashiwadai     | かしわ台     | 21,8          | | Ebina        |
| SO18   | Ebina          | 海老名       | 24,6          | Odakyū : Odawara | Ebina        |